# 瑞岩溪野生動物重要棲息環境
瑞岩溪野生動物重要棲息環境位於臺灣南投縣，為1991年10月設立的自然保護區，並於2000年10月19日依據《野生動物保育法》公告為野生動物重要棲息環境。位於瑞岩溪流域之南半部，東以合歡山主峰至昆陽之稜線為界，與太魯閣國家公園相鄰，南邊鄰近台14甲線。

## 外部連結
- 瑞岩溪自然保護區的動物世界 （页面存档备份，存于），林務局南投林管處，2002年12月
- 瑞岩溪自然保護區─四季之美，林務局南投林管處，2003年12月
- 魔法小宇宙 瑞岩溪真菌世界 （页面存档备份，存于），林務局南投林管處，2006年12月